# Preston (Nebraska)
Preston es una villa ubicada en el condado de Richardson en el estado estadounidense de Nebraska. En el Censo de 2010 tenía una población de 28 habitantes y una densidad poblacional de 189,66 personas por km².

## Geografía
Preston se encuentra ubicada en las coordenadas 40°2′5″N 95°31′5″O / 40.03472, -95.51806. Según la Oficina del Censo de los Estados Unidos, Preston tiene una superficie total de 0.15 km², de la cual 0.15 km² corresponden a tierra firme y (0%) 0 km² es agua.

## Demografía
Según el censo de 2010, había 28 personas residiendo en Preston. La densidad de población era de 189,66 hab./km². De los 28 habitantes, Preston estaba compuesto por el 82.14% blancos, el 0% eran afroamericanos, el 14.29% eran amerindios, el 0% eran asiáticos, el 0% eran isleños del Pacífico, el 0% eran de otras razas y el 3.57% pertenecían a dos o más razas. Del total de la población el 3.57% eran hispanos o latinos de cualquier raza.